# Гайденко, Пиама Павловна
Пиа́ма Па́вловна Гайде́нко (30 января 1934, Николаевка, Днепропетровская область — 2 июля 2021, Москва) — советский и российский философ, историк философии. Лауреат премии им. Г. В. Плеханова (1997). Доктор философских наук. Член-корреспондент Российской академии наук с 26 мая 2000 года по Отделению философии, социологии, психологии и права (философия).

## Биография
Родилась 30 января 1934 года в селе Николаевка Бердянского района в семье сельских учителей. В 1952 году окончила среднюю школу в Ташкенте, куда её семья переехала в конце Великой Отечественной войны после гибели отца на фронте. Окончила философский факультет МГУ (1957). Затем работала младшим редактором в Издательстве иностранной литературы, училась в аспирантуре МГУ.
В 1962 году в Московском институте народного хозяйства имени Г. В. Плеханова защитила диссертацию на степень кандидата философских наук «Философия М. Хайдеггера как выражение кризиса современной буржуазной культуры».
В 1962—1967 годах преподавала на кафедре истории зарубежной философии философского факультета МГУ. В 1967—1969 годах старший научный сотрудник Института международного рабочего движения АН СССР.
C 1969 по 1988 год работала в Институте истории естествознания и техники АН СССР.
В 1982 году защитила диссертацию на соискание учёной степени доктора философских наук по теме «Эволюция понятия науки: становление и развитие первых научных программ» (специальность 09.00.03 — «история философии»).
С 1988 года заведующая сектором философских проблем истории науки в Институте философии РАН.
Член редакционной коллегии журнала «Вопросы философии».
Лауреат премии им. Г. В. Плеханова РАН 1997 года «за цикл работ по проблемам закономерностей истории развития науки».
Почётный член Общества историков русской философии им. В. В. Зеньковского.
Автор статей в «Философской энциклопедии», Большой советской энциклопедии, «Большой Российской энциклопедии», «Новой философской энциклопедии», «Философском энциклопедическом словаре». Написала также разделы для 6-го тома «Истории философии» и учебника «Современная буржуазная философия» (под ред. А. С. Богомолова, Ю. К. Мельвиля, И. С. Нарского).
Похоронена на Кладбище «Ракитки» (уч. 52).

## Семья
Первый муж — философ Ю. М. Бородай (1934—2006). Дочь Татьяна Бородай (род. 1957), кандидат филологических наук, специалист по античной и средневековой философии, переводчик, преподаватель древнегреческого и латинского языков (МГУ).
Второй муж — философ и социолог, основатель научной школы в области истории и теории социологии Ю. Н. Давыдов (1929—2007).
Сестра — философ В. П. Гайденко (1940—2010).

## Основные работы
- Экзистенциализм и проблема культуры. — М.: Высшая школа, 1963.
- Трагедия эстетизма: опыт характеристики миросозерцания С. Киркегора. М., 1970.
  - 2-е изд. — М.: URSS, 2007.
- Философия Фихте и современность. — М.: Мысль, 1979.
- Гайденко П. П. Социология Макса Вебера // История буржуазной социологии XIX — начала XX вв. / Под ред. И. С. Кона. Утверждено к печати Институтом социологических исследований АН СССР. — М.: Наука, 1979. — С. 253—308. — 6400 экз.
  - Переведено на английский язык в кн.: Piama Gaidenko. The Sociology of Max Weber // A History of Classical Sociology / Edited by Prof I. S. Kon. Translated by H. Campbell Creighton, M. A. (Oxon). — Moscow: Progress Publishers, 1989. — С. 255—311. — 376 с. — (Student's Library). — 15 230 экз. — ISBN 5-01-001102-6.
  - Гайденко П. П. Социология Макса Вебера // История социологии в Западной Европе и США / Отв. ред. Г. В. Осипов. — М., 1993.
  - Гайденко П. П. Социология Макса Вебера // История социологии в Западной Европе и США / Отв. ред. Г. В. Осипов. — 2-е изд.. — М.: Норма, 2001. — 576 с. — (Учебник для вузов). — ISBN 5-89123-244-8.
- Эволюция понятия науки: становление и развитие первых научных программ. М., 1980.
  - 2-е изд. — М.: URSS, 2010.
- Эволюция понятия науки: формирование научных программ Нового времени (XVII—XVIII вв.). М., 1987.
  - 2-е изд. — М.: Либроком, 2010.
- Парадоксы свободы в учении Фихте. М., 1990.
- История и рациональность: социология М. Вебера и веберовский ренессанс. 1-е изд. М., 1991; 2-е изд. М., 2006 (в соавт. с Ю. Н. Давыдовым);
- Rußland und der Westen. Fr./M., 1995 (mit J. Davydov);
- Прорыв к трансцендентному. Новая онтология XX в. — М.: Республика, 1997.
- «Философия, наука, цивилизация» (1999, в соавт.);
- История греческой философии в её связи с наукой. — М.: Университетская книга, 2000.
  - 3-е изд. — М.: Либроком, 2012.
- История новоевропейской философии в её связи с наукой. — М.: Университетская книга, 2000.
  - 3-е изд. — М.: Либроком, 2011.
- Владимир Соловьёв и философия Серебряного века. — М., 2001. — 468 с.[14]
- Научная рациональность и философский разум. — М.: Прогресс-Традиция, 2003.
- Время. Длительность. Вечность. Проблема времени в европейской философии и науке. М., 2006.